# 東洞町
東洞町（ひがしぼらちょう）は、愛知県瀬戸市古瀬戸連区の町名。丁番を持たない単独町名である。

## 地理
- 瀬戸市の中央部に位置する[8]。西を仲洞町、北を王子沢町・西拝戸町、東を東町、南を南東町と隣接している[8]。
- 古い窯業集落で、瀬戸の中心的な陶磁器生産地域であった[9]。現在でも、丘陵斜面に住宅と陶磁器関係の中小工場が混在する[8]。

### 学区
市立小・中学校に通う場合、学区は以下の通りとなる。また、公立高等学校普通科に通う場合の学区は以下の通りとなる。
| 番・番地等 | 小学校                 | 中学校                 | 高等学校 |
| ---------- | ---------------------- | ---------------------- | -------- |
| 全域       | 瀬戸市立にじの丘小学校 | 瀬戸市立にじの丘中学校 | 尾張学区 |

## 歴史

### 町名の由来
山地の谷が行きづまる所を洞と呼び、瀬戸村東部にある宝泉寺の南方を通称洞と呼んでいた。この地の東部にあたることから、町名設定の際に東洞町としたという。

### 沿革
- 1942年（昭和17年）1月9日 - 瀬戸市大字瀬戸字東洞・仲洞の各一部により、同市東洞町として成立[2]。

## 世帯数と人口
2025年（令和7年）2月1日現在の世帯数と人口は以下の通りである。
| 町丁   | 世帯数 | 人口  |
| ------ | ------ | ----- |
| 東洞町 | 58世帯 | 125人 |

### 人口の変遷
国勢調査による人口の推移
| 1995年（平成7年）  | 167人 | [ 13 ] |  |
| 2000年（平成12年） | 170人 | [ 14 ] |  |
| 2005年（平成17年） | 174人 | [ 15 ] |  |
| 2010年（平成22年） | 147人 | [ 16 ] |  |
| 2015年（平成27年） | 122人 | [ 17 ] |  |
| 2020年（令和2年）  | 134人 | [ 18 ] |  |

### 世帯数の変遷
国勢調査による世帯数の推移。
| 1995年（平成7年）  | 52世帯 | [ 13 ] |  |
| 2000年（平成12年） | 60世帯 | [ 14 ] |  |
| 2005年（平成17年） | 62世帯 | [ 15 ] |  |
| 2010年（平成22年） | 59世帯 | [ 16 ] |  |
| 2015年（平成27年） | 54世帯 | [ 17 ] |  |
| 2020年（令和2年）  | 55世帯 | [ 18 ] |  |

## 交通

### 鉄道
町内に鉄道は走っていない。最寄り駅は名鉄瀬戸線尾張瀬戸駅になる。

### バス
町内にバスは走っていない。最寄りのバス停は、名鉄バス「しなの線（瀬戸北線）」【1】【1H】【2】【2H】【3】【4】系統、同「本地ヶ原線」【10】系統の陶祖公園バス停になる。

### 道路
町内に国道・県道は走っていない。

## 施設
- 白龍大明神 ： 落武者のたたりを治めるために、その化身の白龍を祀っているとされる[19]。
- 瀬戸・ものづくりと暮らしのミュージアム 瀬戸民藝館 ： 江戸時代後期以降につくられてきた、人々の日常の暮らしで使われてきたうつわを、ものづくりの視点から紹介していく施設[20]。
- 王子窯モロ ： 1900年（明治33年）に建てられた、木造2階建ての平入切妻造り建物。「モロ」とは陶磁器を生産する工房のこと[21]。
- 洞 窯跡の杜 ： 2013年（平成25年）度から整備された里山林として公開されている。域内には2つの窯跡とモロ（作業場）の跡が残る[22]。
- かしわ窯 ： 瀬戸で採掘された土を使い、その土や釉薬に独自のブレンドを施し、1965年（昭和40年）の創業時から変わらぬ製法を守り続けている窯元[23]。
- 東洞町ちびっこ広場 ： 町の北部にある小さな公園。鉄棒とシーソー、スプリング遊具がある。

- 白龍大明神
- 瀬戸・ものづくりと暮らしのミュージアム 瀬戸民藝館
- 王子窯モロ
- 洞 窯跡の杜
- かしわ窯
- 東洞町ちびっこ広場

## その他

### 日本郵便
- 郵便番号 : 489-0841[6]（集配局：瀬戸郵便局[24]）。